# Алагоа-Нова
Алагоа-Нова (порт. Alagoa Nova)  —  муниципалитет в Бразилии, входит в штат Параиба. Составная часть мезорегиона Сельскохозяйственный район штата Параиба. Входит в экономико-статистический  микрорегион Брежу-Параибану. Население составляет 19 146 человек на 2006 год. Занимает площадь 122,254 км². Плотность населения — 156,6 чел./км².

## История
Город основан в 1904 году.

## Статистика
- Валовой внутренний продукт на 2003 год составляет 82 697 105,00 реалов (данные: Бразильский институт географии и статистики).
- Валовой внутренний продукт на душу населения на 2003 год составляет 4379,22 реалов (данные: Бразильский институт географии и статистики).
- Индекс развития человеческого потенциала на 2000 год составляет 0,612 (данные: Программа развития ООН).